# Flugplatz Butaritari

i7
i11
i13
Der Flugplatz Butaritari (englisch Butaritari Airport, auch Butaritari Atoll Airport oder Butaritari Airstrip, IATA-Code: BBG, ICAO-Code: NGTU) ist ein regionaler Flughafen Kiribatis und liegt im Süden des zu den nördlichen Gilbertinseln gehörenden Atolls Butaritari.
Butaritari wird von der staatlichen Fluggesellschaft Air Kiribati zweimal wöchentlich vom Drehkreuz Bonriki International Airport in South Tarawa aus angeflogen.

## Geschichte
Der Flugplatz wurde etwa vom 20. November bis zur Mitte des Dezembers 1943 während des Zweiten Weltkriegs durch die Vereinigten Staaten nach der Befreiung der Insel von der japanischen Besetzung gebaut. Während des Krieges war der Flughafen als Butaritari Airport, Antakana Airport oder Starmann Field bekannt und war im  Pazifikkrieg wichtig für die im Jahre 1944 erfolgten Angriffe auf die Marshallinseln und Kwajalein. Nach dem Zweiten Weltkrieg ging er in die Hände der britischen Kolonialverwaltung der Gilbert- und Elliceinseln über, nach der Unabhängigkeit 1979 in die Hände des Staates Kiribatis.

## Flugverbindungen
- Air Kiribati (Tarawa)